# Pedro Francisco Esquivel
Pedro Francisco Esquivel Montoya (Aguascalientes, Aguascalientes; 3 de agosto de 1993) es un futbolista mexicano. Juega como centrocampista en Gavilanes de Matamoros, de la Serie A de México.
Lo debutó Álvaro Galindo con América en el Apertura 2013. Entró por Rubens Sambueza recibiendo a Toluca.

## Clubes
| Club                      | País   | Año         |
| ------------------------- | ------ | ----------- |
| Club América              | México | 2012 - 2013 |
| Altamira FC               | México | 2013 - 2014 |
| Toros Neza                | México | 2014 - 2015 |
| Cimarrones FC             | México | 2015 - 2016 |
| Real Cuautitlán           | México | 2016 - 2017 |
| Necaxa Premier            | México | 2017 - 2018 |
| Gavilanes F. C. Matamoros | México | 2019 -      |